# Calliope (Cosmè Tura)
Calliope è un dipinto tempera all'uovo e olio su tavola (116,2x71,1 cm) di Cosmè Tura, databile al 1460 circa e conservato nella National Gallery di Londra.

## Storia
L'opera proviene dallo studiolo di Belfiore, iniziato da Lionello d'Este nel 1447 e portato avanti da suo fratello Borso fino al 1463. Dopo la distruzione del palazzo di Belfiore da un incendio nel 1632 le opere superstiti dello studiolo furono disperse. Oggi se ne conoscono otto. L'identificazione con la musa Calliope non è certa e in passato si è fatto il nome anche di Erato o della Primavera. Il programma iconografico, ideato dall'umanista Guarino Veronese, si basò su alcune commistioni tra le muse e altre simbologie, tratte da un commento medievale a Le Opere e i giorni di Esiodo, in cui esse assumevano un significato propiziatorio legato alla coltivazione dei campi.

## Descrizione e stile
L'opera viene in genere indicata come una delle prime rappresentative dello stile dell'artista e della scuola ferrarese in generale. Sotto la superficie pittorica, a olio, è stata scoperta una precedente pittura a tempera che mostrava la musa in un trono di canne d'organo, riferimento evidente alla musica, tanto che alcuni ipotizzano che il soggetto originale potesse essere stato Euterpe.
La musa, analogamente ad altre tavole della serie, come la Thalia di Michele Pannonio, è raffigurata seduta su un fastoso trono, con in mano un rametto di albero da frutta, in questo caso un ciliegio. Il punto di vista è ribassato, con un aspetto solido delle figure, che contrasta con la frivolezza esuberante delle decorazioni del trono. Esso è rappresentato secondo le regole della prospettiva in marmi policromi, a cui sono applicate decorazioni dorate a forma di grossi delfini, secondo al stilizzazione tipica dell'epoca, con denti aguzzi e pinne attorcigliate a formare complessi giochi lineari, sottolineati dalla luce incidente che fa sembrare tutto metallico o brillante come gemme. Altri elementi che richiamano il mondo marino sono la conchiglia dietro la testa della Musa, i coralli e le perle.
Il prototipo di questo tipo di decorazione sfarzosa e colta (numerose sono le citazioni dell'antico) è la bottega di Francesco Squarcione a Padova, dove Tura ebbe una prima formazione. Ma la sua fantasia si fa ancora più sfrenata degli squarcioneschi, combinando gli elementi decorativi con grande libertà fino a raggiungere una tensione quasi surreale. Il panneggio appare rigido e scultoreo, come se fosse sbalzato nella pietra. A ciò si aggiungono echi del mondo cortese, molto vivo alla corte estense di Ferrara, come l'attenzione al dettaglio ricercato quale le damascature delle maniche della veste. Un altro input del ferrarese è la luce chiara di Piero della Francesca, dal quale imparò probabilmente anche le regole per la costruzione prospettica e l'uso dei colori a olio, a cui va aggiunta anche l'influenza dei fiamminghi nella cura lenticolare dei dettagli, evidente soprattutto negli accenti brillanti delle gemme e delle perle.